# Erna Stahl
Erna Stahl (Hamburg, 15 februari 1900 - aldaar, 13 juni 1980) was een Duitse progressieve pedagoge; zij behoorde tot het (bredere) milieu van de Weiße Rose Hamburg.

## Leven en Werk
Erna Stahl groeide op als dochter van een Weense violiste uit het arbeidersmilieu en een concert-agent uit Lübeck, in het stadsdeel Sankt Pauli in Hamburg. Al in haar vroege jeugd had zij een levendige interesse in literatuur en theater. Na eerste lessen aan een privé meisjesschool (Anna Kraut geheten) begon zij een opleiding als lerares aan de pedagogische academie (Lehrer/Lehrerinnenseminar) Hoheweide, later aan de Freiligrathstraße, brak deze echter af om zich als toehoorder aan de universiteit van Hamburg in te schrijven. In haar jonge jaren had zij contact tot dominee Wilhelm Heydorn. Zij bezocht zijn kunstzinnig uitgevoerde kerkdiensten en nam aan zijn jeugdbijeenkomsten, ook een bijeenkomst van meisjes, die de dominee in zijn sociale werk hielpen, deel. Om aan de voorwaarde van een volledige studie te voldoen, bezocht Erna Stahl voor een half jaar het rijkslyceum aan de Hansastraat (nu: Helena-Lange-gymnasium).
Na het daar bereikte examen zette zij haar studie voort met de vakken Duits, geschiedenis, kunstgeschiedenis en filosofie. Als werkstudent verdiende Erna Stahl haar levensonderhoud met het lesgeven in Duits en geschiedenis aan de onderwijsinstelling Jessel. En met piano spelen voor bedrijven. Tijdens haar studie ontwikkelde zij, elkaar wederzijds stimulerend, met haar vriendin en latere collega van de Lichtwarkschool Hildegard Meyer-Froebe, een bijzondere interesse in de Antroposofie. Met haar bezocht zij een semester aan de universiteit van Wenen. De betrekking tot deze stad, de plaats van oorsprong van haar moeder, was voor haar gedurende haar hele leven van belang. Na het in de zomer van 1928 afgelegde eerste examen voor het onderwijs aan hogere scholen begon in de herfst van 1928 aan de kloosterschool en aan de progressief pedagogisch ingerichte Lichtwarkschool (nu: Heinrich-Hertz-school) in Hamburg-Winterhude haar voorbereidingstijd als kandidate. Deze sloot zij met haar pedagogische examen op 8 mei 1930 af.

### Lesgeven 1930 – 1943
Door de overname van een zesde leerperiode begon haar eigenlijke onderwijswerk aan de Lichtwarkschool. Met deze klas bleef Erna Stahl levenslang verbonden. Een tijdlang was zij bijvoorbeeld lerares Duits van Helmut Schmidt en zijn latere vrouw Loki Schmidt. Een tijd gaf ze les in het vak cultuurkunde – een samengaan van Duits, geschiedenis en religie. Na 1933 werd deze combinatie afgeschaft. Tussen haar overwegend oudere mannelijke collega’s verwierf Erna Stahl door haar grondige en veel vragende manier van lesgeven, al gauw een erkende positie. Door theateropvoeringen en bijdragen in de Hamburger onderwijzerskrant (Hamburger Lehrerzeitung) kreeg ze al snel openbare belangstelling. De door omstandigheden van deze tijd ook aan deze moderne school gedwongen aanpassingen bleef zij overeind, wat onder andere bleek uit de feiten dat zij de Hitlergroet vermeed en een relatief open gespreksatmosfeer wist te behouden. In 1935 werd Erna Stahl voor straf naar een toenmalige ‘Oberrealschool’ voor meisjes in Hamburg-Fuhlsbüttel overgeplaatst. Officiële reden daarvoor was de deelname aan een privétreffen met enige collega’s bij de al geobserveerde biologielerares Ida Eberhardt. Zij hield echter na de overplaatsing haar contact met haar oude klas aan de Lichtwarkschool in stand en ondernam met enige leerlingen tijdens de Paasvakantie van 1936 een studiereis naar Berlijn, om hen schilderijen van moderne schilders te tonen en theateropvoeringen (van Faust en Romeo en Julia) te zien. Uit haar lessen was een leeskring ontstaan. Privé bijeenkomsten waren er al voor 1935 en ook nog na 1936. Het schooljaar 1935/1936 was bijzonder, omdat de bijeenkomsten toen regelmatig wekelijks plaatsvonden; bijna de hele klas nam eraan deel, ook leerlingen die later in de oorlog de verzetsbeweging Weiße Rose Hamburg werden genoemd. Bij deze, in verschillende perioden plaatsvindende leesavonden, waaraan later ook wel eens ouder-leerlingen deelnamen, werden naast historische thema’s ook werk van klassieke en moderne literatuur en expressionistische schilderkunst behandeld.
In de ‘Oberrealschool voor meisjes’ in het Alstertal (in een schoolgemeenschap met de jongensschool) zette Erna Stahl een cultuurbewust onderwijs voort, dat zij na de mogelijkheid van nationaalsocialistische infiltratie opschorte. In een terugblik (2008) beschreef een leerling uit de laatste examenklas (1943) nog eenmaal de nawerking van haar verdiensten:
Aan gene zijde van alle toen voorgeschreven ideologie heeft zij ons met de grote stromingen van de Europese geestesgeschiedenis, met tijdperken, vertegenwoordigers, met kunst en poëzie zo vertrouwd gemaakt, dat wij dat na 1945 zonder breuk, zonder herscholing het erfgoed verder konden geven. Dit grote geschenk van een ideologievrij, kunstzinnig gevormd, beeldschoon, mensvormend onderricht hebben wij als leerlingen, vrees ik, als vanzelfsprekend aanvaard en pas later, terugblikkend, als groot privilege erkent, wat het ook was.
Met haar leerlingen werden toch enige contacten over literatuur- en kunstbeschouwingen en enkele theaterbezoeken uitgevoerd. Bij haar collega’s ontwikkelde zich een vakmatige en persoonlijke band tussen Hilde Ahlgrimm en Erna Stahl. Erna Stahl werd pas in 1941 – zonder lidmaatschap van de NSDAP – een gewoon ambtenarencontract verleend en in 1942 tot onderwijzeres van een middelbare school benoemd.

### Arrestatie
Op 4 dember 1943 werd Erna Stahl door de Gestapo gearresteerd en naar de gevangenis van de gestapo Hamburg-Fulsbüttel gebracht. Nadat de politieonderzoeken in de zomer van 1944 vergaand waren afgesloten, werd de zaak aan het volksgerechtshof overgedragen. Daarmee volgde, na een langdurige eenzame opsluiting met soms tijdelijke verduistering, de overdracht van Erna Stahl en 18 andere aangeklaagden naar de onderzoeksgevangenis Hamburg-Stadt. Vanuit Hamburg werden de negen vrouwelijke gevangenen voor korte tijd naar Berlijn gebracht, waar het proces oorspronkelijk zou plaatsvinden, dan verder naar het vrouwentuchthuis Cottbus vervoerd, waar het volksgerechtshof zitting zou hebben. Vanwege het naderende Rode Leger werd Erna Stahl begin 1945 naar Leipzig-Kleinmeusdorf en vandaar verder naar tuchthuis St. Georgen in Bayreuth overgeplaatst. Daar werd de aanklacht van 23 februari 1945 (voorbereiding tot hoogverraad, begunstiging vijand, ondermijning verdedigingskracht, misdaad met radio) voorgelegd en aansluitend werd door de aanklager vastgesteld ‘dat hun daden als planmatige besmetting van de jeugd hiermee moest worden gewaardeerd’. Op grond hiervan moest Erna Stahl op de doodstraf rekenen. Op 14 april 1945 werd zij echter door Amerikaanse troepen bevrijd, terwijl op 17 april in het nog niet bevrijde Hamburg het proces voor het volksgerechtshof aldaar plaatsvond. Na een terugreis van meerdere weken meldde zij zich weer bij het Hamburger schoolbestuur.
Over de omstandigheden van haar arrestatie geven enige duidelijke mededelingen opheldering, waartoe Erna Stahl zich later gedwongen zag, hoewel zij in het algemeen hierover zwijgzaamheid betrachte. Naar haar voorstelling werd zij in de onderzoekschechtenis tijdens de confrontatie met een vroegere scholier zeer sterk belast, omdat hij in plaats van de verhoorambtenaar het verhoor deed en daarbij gespreksinhoud uit vertrouwelijke gesprekken prijsgaf. De betreffende scholier gaf later te kennen, hierbij een bewuste tactiek te hebben gevolgd, om het onderzoek langduriger te maken.

### Werken 1945 – 1965
Als hernieuwd begin van het onderwijs aan de scholen van Hamburg na het einde van de Tweede Wereldoorlog werd Erna Stahl in september 1945 de leiding van de ‘Oberrealschool voor meisjes’ overgedragen. In 1947 volgde de benoeming tot directeur. Tussentijds overleg door het schoolbestuur om vroegere leerlingen en leraren van de in 1937 gesloten Lichtwarkschool weer te laten herleven, werd op verschillende gronden afgewezen. Daarentegen verwezenlijkte Erna Stahl gemeenschappelijk met Hilde Ahlgrimm in 1949 een al sinds 1946 voorgesteld schoolproject, met de mogelijkheid binnen de ‘Oberrealschool’ een lagere- en middelbare schoolafronding te maken. Daarmee werd met Pasen 1950 in Hamburg een eerste vroege vorm van een coöperatieve scholengemeenschap geschapen. Inhoudelijk bestond gemeenschappelijke kunstzinnige en sociale opbouw, die in het bijzonder de aanwending van elementen eigen aan de reformpedagogie in de Lichtwarkschool met die van de waldorfpedagogiek – bij overtuigd christelijke oriëntering – liet zien. Erna Stahl als antroposofe zag zich daar persoonlijk buiten.
Afgezien van deze schoolstichting nam Erna Stahl in de tijd onmiddellijk na de oorlog talrijke initiatieven waarmee zij aan de vernieuwing van het schoolwezen bijdroeg. Dit in het bijzonder door berichten aan schoolbesturen, het scheppen van een leesboek voor middelbare scholen in de Britse bezettingszone, invoering van gezamenlijk onderwijs voor jongens en meisjes, werk voor de Vereniging van Vervolgden van het Naziregime (Vereinigung der Vervolgten des Naziregimes (V.V.N.)). heruitgave van de opstelband ‘Jeugd in de schaduw van gisteren (Jugend im Schatten von Gestern)’, medewerking aan een comité voor de organisatie van de Goethefeesten 1949, als ook door haar stellingname bij de inrichting van het onderwijs.
Sinds 1953 de Albert Schweitzerschool later gymnasium opgericht. Voor deze uitzondering had Erna Stahl toestemming gekregen. Beleid in Hamburg was het om bij naamgeving niet de naam van een levende persoon te gebruiken. Albert Schweitzer bezocht de school nu op 3 oktober 1959.

## Bevrijd van dagelijkse beslommeringen 1965 – 1980
Vanaf 1965 werd Erna Stahl gepensioneerd. De coöperatieve scholengemeenschap was naar een ander gebouw verplaatst. Hiermee hield zij tot haar overlijden contact. Nog in 2011 beriep deze zich op Erna Stahl.
Als erkenning voor haar werk na 1945 werd door een voormalige collega het volgende gedicht dat voor haar 70e verjaardag werd geschreven.

Voor 15 februari 1970

Zing, o muze, van dappere mannen en vrouwen

die in de geschiedenis opgenomen, groots en hoogs hebben volbracht

Maar nooit vergeten konden te verhalen van de school in Borstel

Die daar bloeide in vreugde en rijk aan stromende kracht

Vertel, o muze, van feesten, van overweldigende klanken en dansen

Voor de leerlingen gepland, ook voor de leraren een feest

En herhaal ook over de reizen en de tochten en de maanverlichte nachten

Aan de zon gewijd, de evenaar overschrijdend

Vergeet ook niet de inspanning, het grote geduld en de ernst

Waarmee ook het kleinste gebeurde, voor het welzijn van het kind

Zo werkte in stilte twee maal tien jaar

Zich verheugd vermoeiend, onvermoeibaar met eigen moed

En het weerkaatste het licht, dat zij schiep en opwekte

In de harten van de kinderen en ook de hele gemeenschap terug

Die zag wat hier werd gedaan in de nood na de oorlog

Vandaag ziet zij terug op een betekenisvol leven

Volhoudend en vol vertrouwen, zoals haar eigen is

Tegen de ketens en patronen, die het noodlot toewierp

Moge het volgende decennium haar welzijn en geluk brengen

Met haar partner vereent

Werkend in een andere kring

Schrijver wenst de kleine met dankbare groet

Die Pegasus’ ros vandaag maar aarzelend besteeg –

Om vergeving smekend voor het verminkte Reims

Na haar pensionering ondernam Erna Stahl, zoals al daarvoor, met haar partner Hilde Ahlgrimm talrijke reizen, die op groter begrip van de Europese cultuur waren gericht. In april 1975 vonden voor beide schooljubilea plaats, waarbij Erna Stahl steeds de gedenkreden hield: Het feest van de 50e verjaardag van de Lichtwarkschool in een nieuw, volgens ontwerp van Fritz Schumacher gemaakt gebouw, en de 25e verjaardag van de opening van de Albert Schweitzerschool. Daarnaast nam zij tot haar levenseinde kritisch aan het openbare leven deel.
Erna stierf in 1980 en werd naar haar wens anoniem op begraafplaats Ohlsdorf begraven.